# Mirko Kokol
Mirko Kokol, slovenski policist in veteran vojne za Slovenijo, * 1942 - 1994, uslužbenec nekdanje Uprave za notranje zadeve Slovenj Gradec, načelnik inšpektorata policije za Koroško.
Med osamosvojitveno vojno je delal v vodstvu organiziranega odpora koroških policistov proti napadu JLA.
Za svoje delo in zasluge je prejel častni znak svobode Republike Slovenije in številna druga priznanja. 

## Odlikovanja in nagrade
Leta 1992 je prejel častni znak svobode Republike Slovenije z naslednjo utemeljitvijo: »za izjemne zasluge pri obrambi svobode in uveljavljanju suverenosti Republike Slovenije«.